# Suhač
Suhač falu Horvátországban Split-Dalmácia megyében. Közigazgatásilag Sinjhez tartozik.

## Fekvése
Splittől légvonalban 28, közúton 37 km-re északkeletre, községközpontjától 1 km-re északra, a dalmát Zagora középső részén, az 1-es számú főút mentén fekszik.

## Története
A középkorban területe a Subićok majd Nepilićek birtoka volt. 1536-ban elesett Sinj vára és vele együtt ez a térség is török uralom alá került. A török uralom idején a korabeli források szerint mecset is állt a faluban, melynek alapítója egy Mehmet nevű iszlám tanító volt. Sinj várával együtt 1686-ban szabadult fel a török uralom alól. Ezt követően a velencei hatóságok irányításával és rámai ferences szerzetesek vezetésével Boszniából és Hercegovinából keresztény lakosság érkezett. 1699-ben a karlócai béke értelmében a terület végképp felszabadult, de a béke nem maradt tartós. Az újabb velencei-török háborúnak az 1718-as pozsareváci béke vetett véget, mely után a török veszély végképp megszűnt ezen a vidéken. A velencei uralomnak 1797-ben vége szakadt és osztrák csapatok vonultak be a településre. 1806-ban az osztrákokat legyőző franciák uralma alá került, de Napóleon lipcsei veresége után 1813-ban újra az osztrákoké lett. A Habsburg uralom 1918-ig tartott. 1918-ban az új szerb-horvát-szlovén állam, majd később Jugoszlávia részévé vált. 1857-ben 214, 1910-ben 268 lakosa volt. A második világháború idején a Független Horvát Állam, majd a háború után a szocialista Jugoszlávia része lett. Területe 1991-től a független Horvátországhoz tartozik. 2011-ben 571 lakosa volt.

## Lakosság
| Lakosság változása | Lakosság változása | Lakosság változása | Lakosság változása | Lakosság változása | Lakosság változása | Lakosság változása | Lakosság változása | Lakosság változása | Lakosság változása | Lakosság változása | Lakosság változása | Lakosság változása | Lakosság változása | Lakosság változása | Lakosság változása |
| ------------------ | ------------------ | ------------------ | ------------------ | ------------------ | ------------------ | ------------------ | ------------------ | ------------------ | ------------------ | ------------------ | ------------------ | ------------------ | ------------------ | ------------------ | ------------------ |
| 1857               | 1869               | 1880               | 1890               | 1900               | 1910               | 1921               | 1931               | 1948               | 1953               | 1961               | 1971               | 1981               | 1991               | 2001               | 2011               |
| 214                | 0                  | 213                | 168                | 269                | 268                | 0                  | 0                  | 484                | 504                | 559                | 584                | 658                | 586                | 573                | 571                |

(1869-ben, 1921-ben és 1931-ben lakosságát Karakašicához számították.)